# پوجیو بوستونه
پوجیو بوستونه (به ایتالیایی: Poggio Bustone) یک کومونه در ایتالیا است که در استان ریتی واقع شده‌است. پوجیو بوستونه ۲۲٫۳ کیلومتر مربع مساحت و ۲٬۱۶۳ نفر جمعیت دارد و ۷۵۶ متر بالاتر از سطح دریا واقع شده‌است.

## خواهرخوانده
شهر سان بندتو دل ترونتو خواهرخواندهٔ پوجیو بوستونه هست.